# 丙禹
丙禹（?—?），鲁国（治今山东省曲阜）人，西汉官员。
丙禹是西汉汉宣帝时的丞相丙吉的中子。哥哥丙显。汉元帝建昭四年（前35年），丙禹继任福担任水衡都尉。汉成帝建始二年（前31年），爵继任丙禹担任水衡都尉。其弟丙高在汉朝官至中垒校尉。